# Sauer Drilling M30
Il Sauer Drilling M30, colloquialmente conosciuto come Luftwaffendrilling, era un fucile combinato da sopravvivenza fornito ai piloti della Luftwaffe durante la seconda guerra mondiale. In caso di abbattimento, doveva servire per l'autodifesa e per la caccia in attesa del recupero.

## Sviluppo
L'arma venne progettata dalla J. P. Sauer & Sohn GmbH inizialmente come fucile da caccia. Nel 1941, con l'inizio delle operazioni nei vasti deserti del teatro nordafricano, la Luftwaffe ordinò il fucile per i suoi equipaggi. Fornito di cartucce a pallini e pallettoni, oltre che del potente proiettile da 9,3 mm, il M30 poteva abbattere qualsiasi preda, dai volatili ai leoni. Nel tiro anti-personale, le due munizioni erano molto efficaci a breve ed a media distanza, ma la ridotta cadenza di tiro ed i proiettili da 9,3 mm a punta soffice ne limitavano fortemente le prestazioni come arma da guerra.
Le armi furono acquistate dalla Luftwaffe al di fuori dei canali di approvvigionamento standard, così tutti i Luftwaffendrilling furono prodotti secondo standard commerciali pre-bellici, con un alto livello di rifinitura e quindi un alto costo. La Luftwaffe acquistò circa 2.500 kit Drilling M30, composto da cassetta di stoccaggio e trasporto in alluminio, arma, imbragatura di trasporto, kit di pulizia e manuale. Normalmente a bordo dei velivoli l'arma era conservata disassemblata all'interno della sua cassetta, insieme ad una riserva di munizioni (20 cartucce da 9,3 mm con pallottola a punta soffice e 45 cartucce calibro 12, delle quali 20 caricate a pallettoni e 25 a pallini). Il peso totale della cassetta era di circa 15 kg. In caso di atterraggio d'emergenza, l'equipaggio sopravvissuto poteva recuperare la cassetta, assemblare l'arma ed usarla per procurarsi il cibo e difendersi dai predatori.

## Tecnica
Il Sauer Drilling M30 era un fucile combinato a 3 canne, con blocco basculante e cani interni. Per ottenere la massima versatilità, l'arma combinava due canne lisce calibro 12 giustapposte con, sotto queste, una canna rigata camerata in 9,3 × 74 mm R. Tutte le parti erano montate su un singolo castello, con due grilletti; il grilletto anteriore azionava sia la canna destra da calibro 12 che la canna rigata. Il grilletto posteriore azionava la canna calibro 12 sinistra. Il funzionamento del grilletto anteriore era controllato da un selettore di fuoco situato sull'impugnatura della cassa. Quando spostato in avanti, il selettore connetteva il grilletto anteriore con il cane della canna rigata. Gli organi di mira per le canne calibro 12 erano costituiti dalla classica bindella con un piccolo mirino anteriore; per la canna rigata invece si usava il mirino ed una tacca di mira a molla, tarata a 100 metri; la tacca scattava automaticamente in posizione quando il selettore abilitava il tiro con la canna rigata.